# Abrasivo
Un abrasivo è una sostanza pura naturale o artificiale di grande durezza usati nelle lavorazioni meccaniche e/o tecniche.
Il loro uso è noto fin dall'antichità come testimoniano i giacimenti di smeriglio dell'isola greca di Naxos e i giacimenti di pomice delle isole Eolie.
Le caratteristiche che contraddistinguono un abrasivo sono l'elevata durezza, la bassissima fragilità e la natura cristallina. Essi hanno innumerevoli usi per innumerevoli materiali, a seconda della quale cambia il supporto, alcune applicazioni sono: l'affilatura, il taglio, saponi abrasivi, paste abrasive. Gli abrasivi naturali più noti sono il quarzo, il corindone, la silice, la pomice, l'arenaria, il diamante, lo smeriglio, la farina fossile, il granato. Tra quelli artificiali ci sono gli ossidi di alluminio, di cromo, di ferro, l'azoturo di boro, il carburo di silicio, il vetro, il carburo di boro.
L'utilizzo degli abrasivi può essere fatto sotto forma di polvere; applicati a fogli di carta o tela; oppure sinterizzati per formare mole o pietre abrasive.

## Caratteristiche

### Durezza
| Abrasivo               | Scala di Mohs | Durezza Knoop |
| ---------------------- | ------------- | ------------- |
| talco                  | 1             | ...           |
| gesso                  | 2             | ...           |
| calcite                | 3             | ...           |
| fluorite               | 4             | ...           |
| apatite                | 5             | ...           |
| ortoclasio             | 6             | ...           |
| quarzo                 | 7             | 800~900       |
| topazio                | 8             | 1300~1400     |
| corindone              | 9             | 2000          |
| carburo di tungsteno   | 9             | 2200          |
| carburo di silicio     | 9             | 2500          |
| carburo di boro        | 9             | 2800          |
| nitruro di boro cubico | 9~10          | 4500          |
| diamante               | 10            | 8000~8500     |
| ADNR                   | 10,1          | ~9000         |

La caratteristica più importante degli abrasivi è la durezza e vi sono vari metodi per misurarla. Il più antico è rappresentato dalla scala di Mohs, di facile applicazione e specifica per i minerali: consiste nella successione di 10 specie minerali ove quello che segue è in grado di scalfire il minerale che lo precede. Questa scala è approssimativa e non lineare per cui sono state introdotte altre scale di durezza, fra le quali la Scala di Knoop, che esprime la misura della durezza in kg/mm2 ed è particolarmente adatta per i materiali fragili e molto duri.
La misura della durezza viene eseguita tramite i durometri, strumento che preme con una determinata pressione una punta di diamante (al fine di non essere deformabile) nel materiale di cui si ricerca la durezza. Il rapporto numerico fra il carico applicato (peso in kg) e la sezione massima dell'incisione (lunghezza in mm) produce il valore della durezza (kg/mm²).

### Composizione chimica
Altro fattore di importante considerazione è la natura chimica, in quanto caratterizza il comportamento dell'abrasivo in funzione del materiale di contatto. In quanto ci troviamo in condizioni di lavoro ad elevata temperatura ed energia cinetica e quindi vengono favorite tutte le reazioni chimiche endotermiche.
Un esempio è la reazione che avviene al contatto del carburo di silicio con il ferro:   A SiC + 4Fe → FeSi + Fe3C
Inoltre sia il ferro che il carburo di silicio sono ossidabili con la normale atmosfera. Quindi oltre la durezza bisogna tener presente anche la natura chimica dell'abrasivo, per cui, riferendoci al caso precedentemente citato; il carburo di silicio non è utilizzato per materiali ferrosi ma è ottimo per il vetro. Al contrario l'allumina non è adatta alla smerigliatura del vetro ma è eccellente per il ferro.
Riferendosi sempre all'allumina, l'ossigeno contenuto nell'atmosfera aiuta nelle operazioni di smerigliatura; in quanto la formazione dell'ossido di ferro impedisce che i trucioli distaccatesi si saldino al metallo o all'abrasivo stesso; al contrario i gas inerti quali argo, azoto e anidride carbonica ostacolano l'abrasione. In generale i composti solforati e clorurati hanno un'azione antiossidante nei confronti dei metalli e quindi utilizzati nei processi abrasivi per questi ultimi.

### Tenacità o agglomerante
Un altro fattore di notevole importanza è la resistenza meccanica o tenacità di un abrasivo, in quelli ottenuti per via sintetica questo parametro è variabile senza alterare eccessivamente la composizione chimica dell'abrasivo stesso; nel caso dell'allumina essa può essere resa più tenace addizionando biossido di titanio o di zirconio. Al contrario per quelli naturali è necessario ricercarne un altro o giacimenti con composizioni differenti. La resistenza meccanica è un fattore da non sottovalutare, in quanto, durante le operazioni di smerigliatura i granuli dell'abrasivo possono andare incontro ad appiattimento o arrotondamento, rendendo meno efficace l'abrasivo stesso. Per evitar ciò si ricerca una durezza tale da permettere la rottura dei granuli dell'abrasivo con la conseguente creazione di nuovi spigoli, infine si cerca il distacco dei granuli ormai esauriti per permettere l'affioramento di nuovi ancora integri e adatti alla lavorazione; nel caso di supporti flessibili con abrasivi in polvere ciò è anche affidato alle colle o resine che trattengono l'abrasivo al supporto.
Da ciò ricaviamo che durante le operazioni di abrasione si produce calore e trucioli/polveri provenienti dall'abrasivo e dal materiale abraso. Per diminuire il calore, che favorisce reazioni chimiche e allontanare i trucioli prodottisi, si usano dei lubrificanti. Il più antico è l'acqua ma esso è ormai usato raramente in purezza e solo per la lavorazione di vetro, ceramiche e plastiche; per le altre lavorazioni si usano miscele di acqua e additivi antiossidanti o miscele acqua/olio oppure miscele di oli. Gli oli di maggior efficacia sono gli oli di origine minerale o quelli animali ma spesso si usano miscele di essi in funzione delle necessità operative e dei costi. Inoltre in caso di lavorazioni di metalli si usano additivi organici clorurati o solforati per impedire il risaldamento delle particelle metalliche asportate.
Infine per la lavorazione di materiali teneri si usano lubrificanti con cere e grassi solidi, i quali evitano l'intasamento dell'abrasivo, cioè la ricopertura della superficie abrasiva da parte del materiale abraso a formare uno strato che impedisce il contatto con i granuli dell'abrasivo e il materiale in lavorazione.

### Grana
Un ultimo fattore influenzante, ma non meno importante, è la grana di un abrasivo, cioè il diametro medio delle sue particelle o grani. La granatura di un abrasivo è classificata tramite una scala internazionale in cui ogni valore della scala corrisponde a un determinato valore medio dei granuli e al numero di maglie per pollice lineare del setaccio impiegato per la vagliatura dei grani. Per grane estremamente fini (< 50 µm) è utilizzato il metodo della sedimentazione in acqua.
In questa scala internazionale il valore della grana è inversamente proporzionale al diametro medio dei grani, cioè un valore alto della grana corrisponde un diametro dei grani più fini.
La grana influisce sulla finezza della lavorazione e sulla rugosità della superficie, in quanto questi parametri sono regolati dalla velocità d'esercizio (nel caso di una mola velocità di rotazione) e dalla grana; una grana maggiore (grani di minor diametro) corrisponde a una minore rugosità e maggiore finezza, così come una velocità elevata d'esercizio.
La scabrezza di una superficie o grado di finitura è determinata con il profilometro o rugosimetro il quale misura lo scostamento dei punti della superficie reale rispetto ad una superficie liscia ideale, espresso come scarto quadratico medio in μm (RMS root mean square). Quindi ad una maggiore finezza corrisponde un minor valore del profilometro.

## Abrasivi di origine naturale
Detti tali perché si trovano in natura sotto forma di minerali o rocce; dato che successivamente all'estrazione, per essere utilizzabili industrialmente, essi subiscono processi chimici, di macinazione e di selezione.

### Diamante
Assieme al borazone, è una delle sostanze più dure conosciute. Per l'uso industriale vengono selezionate le pietre meno pregiate ed usate allo stato grezzo o in polvere.
Tra le varie qualità di diamanti le più usate sono il Bort, il Ballas e il carbonado. La differenza tra loro è delineata dalla natura cristallina e dal quantitativo e qualità di impurezze presenti rispetto al carbonio.
Il più usato a livello industriale è il Bort che si presenta di colore grigio o nero ed ha una struttura microcristallina ad elevata continuità. In generale il nome bort è spesso usato per indicare una qualsiasi forma di diamante industriale.
Il diamante, come abrasivo, è utilizzato per lavorazione dei diamanti ornamentali, nella pulitura e lappatura dei metalli, per il taglio e rifinitura del silicio per i semiconduttori e in generale per tutte le lavorazioni dei materiali duri che richiedono un'elevata finitura; come i rubini per i laser o il carburo di tungsteno.
Il diamante può essere adoperato in agglomerati ceramici, metallici oppure inglobato in resine, per essere adoperato su mole, seghe e sonde per la trivellazione.
In queste ultime lavorazioni l'agglomerato di diamante è presente come pastiglia solo sulla parte lavorativa dell'utensile, dato che un'elevata durezza corrisponde ad un'elevata fragilità e al costo del materiale stesso.
Infine il diamante può essere usato in purezza come inserto negli attrezzi per la rettifica di mole, in utensili per tornire, nei durometri, per i tagliavetri, ecc.

### Corindone
Ossido di alluminio anidro Al2O3 (triossido di dialluminio), si presenta di colore grigio con struttura cristallina, è spesso ricco di impurità di altre pietre dure (ematite, magnetite, rubini, zaffiri, ecc.) e perciò necessita di subire processi di raffinazione.
L'uso più comune è la lavorazione di vetri ottici.

### Smeriglio
È una qualità di corindone contenente elevati quantitativi di ematite (Fe2O3 ) e magnetite (Fe3O4 ) i quali sono presenti tra il 50% e il 30% conferendo un'elevata tenacità al materiale stesso, ma riducendone la durezza (durezza mohs = 8,5/8). Lo smeriglio è molto utilizzato nella creazione di abrasivi flessibili e nelle operazioni di lappanatura.
Inoltre trova un importante utilizzo nella creazione di materiali antisdrucciolevoli.

### Granati
Gruppo di minerali nesosilicati dall'aspetto cristallino e con colori che vanno dal rosso, al verde, all'incolore. 
Formula chimica generale X3Y2(SiO4)3. Il sito X è di solito occupato da un catione bivalente (Ca2+, Mg2+, Fe2+) e il sito Y da cationi trivalenti (Al3+, Fe3+, Cr3+) in una struttura ottaedrica o tetraedrica.
Molto utilizzati nella creazione di abrasivi flessibili e materiali antisdrucciolevoli; come polvere sciolta vengono utilizzati nella lavorazione del vetro e nella sabbiatura. Il loro vasto impiego è dovuto al fatto che durante la lavorazione hanno delle rotture di tipo concoide che portano alla formazione di nuovi spigoli a cuti.

### Quarzo
Pietra cristallina ed incolore, SiO2, ha una durezza Mohs di 7 ed è estremamente abbondante in natura. Anch'esso è caratterizzato da frattura concoide, che porta alla conseguente formazione di nuovi spigoli adatti all'abrasione. Viene utilizzato per la produzione di abrasivi flessibili e come polvere è addizionato ad alcuni detersivi; ha un importante uso nelle operazioni di sabbiatura di materiali metallici e nella pulizia del vetro e metalli.

### Arenarie
Rocce sedimentarie che comprendono un gran numero di minerali, incostanti nella composizione. Sono le prime pietre usate per la creazione di mole, ma ormai dismesse perché sostituite da materiali sintetici di cui si può controllare la composizione e la costanza.

### Pietra pomice
Pietra porosa di origine vulcanica usata fin dall'antichità. Oggigiorno viene usata per lo più sotto forma di polvere nella confezione di detergenti domestici e per la pulitura di metalli.

### Diatomite
Roccia costituita principalmente dalla fossilizzazione degli scheletri di diatomee (alghe unicellulari) e altri esseri unicellulari. La diatomite ha peso specifico basso e una durezza Mohs di 5; il loro uso è principalmente la confezione di materiali, paste, lucidanti.

## Abrasivi di origine sintetica
Gli abrasivi di origine sintetica stanno ormai sostituendo quasi nella totalità gli abrasivi naturali. Ciò è dovuto al fatto che industrialmente si necessita di un prodotto con caratteristiche il più possibili costanti e di cui si possano assicurare determinate prestazioni. Inoltre la sinterizzazione in laboratorio permette di incorporare additivi o minerali che normalmente non sarebbero presenti nell'abrasivo, controllandone la percentuale; o viceversa ottenere materiali puri.

### Diamante sintetico
Si è cercato di sintetizzarlo per ottenere un prodotto più puro e meno costoso rispetto a quello ottenuto con le tecniche estrattive. La prima industria che ci riuscì fu la General Electric nel 1955, creando un campo di pressioni (50-100 Kbar) e temperature (1300-1800 °C) attorno ad un campione di grafite contenente dei catalizzatori, in queste condizioni il carbonio è stabile nella cristallizzazione e la conseguente formazione del diamante.
I catalizzatori più usati sono cromo, manganese, tallio e metalli dell'ottavo gruppo, in quanto in queste condizioni sono allo stato fuso, ad esclusione del tallio. Uno studio su questi catalizzatori della reazione grafite diamante venne condotto solo successivamente nel 1963 da Strong H. M.

### Allumina
Gli abrasivi a base di allumina sono ottenuti da bauxite estremamente pura (>50% di Al) o dall'Allumina Bayer calcinata, cioè un'allumina prodotta con il processo Bayer ed avente il 99,5/99,6% di purezza.
La bauxite può essere utilizzata come sinterizzato oppure fusa nel forno elettrico con l'aggiunta di ferro e carbone; i quali aiutano a ridurre le impurezze creando ossido di ferro e silice, le impurezze sono allontanate come lega ferro-silicio. L'allumina così ottenuta è di colore bruno, mentre l'allumina Bayer calcinata è sottoposta a fusione senza l'aggiunta di ferro o carbone, ottenendo un prodotto di colore bianco.
Generalmente l'allumina non viene usata in purezza ma vengono usati additivi che ne aumentano la tenacia, come il biossido di titanio (TiO2), l'ossido di zirconio (ZrO2) e l'ossido di cromo (Cr2O3).
Per esempio un'allumina contenente un elevato quantitativo di biossido di titanio (3-4%) è estremamente tenace ed è preferita in lavorazioni dove si necessita di asportare elevati quantitativi di materiale.
Principalmente l'allumina viene usata nella creazione di abrasivi rigidi per il taglio e smerigliatura di metalli, materiali ceramici e polimerici. L'allumina è usata scarsamente come polvere in operazioni di sabbiatura, lucidatura e pulitura.

### Carburo di silicio
La produzione è effettuata tramite la combustione, in forno elettrico, in eccesso di carbone e silice estremamente pura; ottenendo così il carburo di silice (SiC), una pietra dall'aspetto cristallino con colori che variano dal verde al nero, caratterizzandone la qualità. Ha una durezza Mohs di 9,5 ma è anche estremamente fragile per cui impiegato per la lavorazione di materiali a bassa tenacità, come la ghisa, vetro, metalli non ferrosi, carburi metallici, pietre ornamentali, gomma e legnami dolci. Usualmente lo troviamo sotto forma di abrasivi flessibili o rigidi.

### Carburo di boro
Anche in questa lavorazione la reazione chimica è effettuata all'interno del forno elettrico in cui si fa reagire l'anidride borica con carbone in eccesso. Il prodotto ottenuto (carburo di boro= B4C) è una pietra nero lucente di durezza assai prossima al diamante.
Viene usato come polvere nella lavorazione delle pietre dure e vetri ottici, oltre alle operazioni di lappatura e lucidatura; per essere utilizzato come abrasivo rigido necessita di essere sintetizzato in barrette, che sono utilizzate nella rettifica di mole e nell'affilatura di utensili.

### Nitruro di boro esagonale
Viene ottenuto tramite reazione semplice degli elementi a temperatura ambiente, per esempio B2O3 + 2NH3 → 2BN + 3H2O, oppure per sintesi. Si ottiene un composto con struttura esagonale simile alla grafite che viene sottoposto ad alte temperature e pressioni (1500-2000 °C a 45000-90000 atm).

### Nitruro di boro cubico (CBN)
La seconda sostanza più dura dopo il diamante. È utilizzato nella lappatura dei metalli e nelle lame per il taglio dei meteoriti.
A differenza del diamante, non contiene atomi di carbonio e ciò lo rende adatto nella lavorazione del metallo. Resiste inoltre a temperature molto più alte rispetto agli abrasivi a base di diamante.

## Materiali abrasivi usati per la lucidatura di gemme
Alcuni fra i materiali abrasivi più usati:
- Allumina
- Barnesite (marchio commerciale relativo a ossidi di terre rare diversi dall'ossido di cerio)
- Ossido di berillio
- Ossido di ferro
- Carburo di boro
- Nitruro di boro
- Bort, Carbonado
- Ossido di cerio
- Farina fossile
- Carbone di legna (per via dell'elevato contenuto di silice)
- Ossido di rame
- Granato
- Caolino (limitatamente alla lucidatura di materiali teneri)
- Linde A e Linde B (allumina con granulometria pari a 0,3-0,05 micron)
- Pietra pomice
- Ossido di stagno